# Hepri
Hepri (egipčansko ḫprj), tudi Hepera in Kepri, je bil staroegipčanski bog.

## Simbolika
Beseda hepri - ḫprj izhaja iz egipčanskega glagola ḫpr, ki pomeni razvijati, postati ali ustvariti. Bog Hepri je bil povezan s skarabejem (egipčansko ḫprr), ker je skarabej po tleh kotalil kroglice govna, kot se sonce kotali preko neba.  Hepri je bil zato sončno božanstvo. Skarabeji izležejo jajčeca v kroglico govna in iz njih prilezejo kot  odrasle živali. Hepri je zato predstavljal tudi  stvaritev in ponovno rojstvo in bil še posebej povezan z vzhajajočim soncem in mistično svaritvijo sveta. 

## Religija
S Heprijem ni bil povezan noben poseben kult. Praviloma je bil podrejem višjemu sončnemu bogu Raju. Pogosto so ga skupaj s sončnim bogom Atumom imeli za enega od  aspektov Raja: Hepri je bil jutranje, Ra opoldansko, Atum pa večerno sonce.

## Upodabljanje
Heprija so praviloma upodabljali kot skarebeja, vendar je na nekaterih slikah v grobnicah in pogrebnih papirusih upodobljen tudi kot moški s skarabejem namesto glave. Upodobljen je tudi kot skarabej na sončni barki, ki ji visoko dvignjeno drži boginja Nun. Amulete v obliki skarabeja so Egipčani imeli za nakit ali pečatnike.